# Жилин, Алексей Дмитриевич
Алексе́й Дми́триевич Жи́лин (ок. 1766 — не ранее 1848) — русский музыкант, композитор.
Один из первых мастеров русской вокальной и инструментальной лирики. Является родоначальником нового периода развития музыкального творчества в России.

## Биография
Алексей Дмитриевич Жилин родился слепым (по другой информации, потерял зрение на шестом месяце жизни) около 1766 года.
В 1810 году был издан сборник его романсов, из которых наибольшую популярность имели «Малютка, шлем нося, просил» (на стихи Алексея Мерзлякова), «Полно льститься мне слезами» (на стихи Нелединского-Мелецкого), «Ладьёю лёгкой управляя».
С 1816 года Алексей Дмитриевич Жилин состоял заведующим музыкальной частью в Петербургском институте слепых и получал там пенсию.

### Семья
Его сын от первой жены Тимофей Жилин (~1790). Сын от второй жены, Дмитрий, был описан в рассказе «Кавказский пленник» Льва Толстого. Его потомки Жилионисы живут в Литве. Третий сын композитора — также Алексей, его сын Александр (1880) был профессором юриспруденции в Киевском университете и издал книгу незадолго перед революцией. Предок композитора Сергей Фёдорович Жилин был одарён имением в 1684 году.